# リチャード・ラインバック
リチャード・D・ラインバック（Richard D. Lineback, 1952年2月4日 - ）はアメリカ合衆国の俳優。『スピード』『ツイスター』などの作品に出演した。

## 来歴
フランクフルトの第97総合病院に配属されたアメリカ陸軍のカール・マヨ・ラインバックとドロシー・アン・ダーナルの子供としてドイツのフランクフルトで生まれた。1965年、家族と共にテキサス州オースティンに移った。1970年、ジョン・H・レーガン高校在学中にいくつかの映画作品に出演し、卒業後テキサス大学オースティン校に通った後、俳優の道に進むためカリフォルニア州ロサンゼルスに移った。1975年、バーバンクのコロニーシアターカンパニーに加入し、「グラスハープ」に出演した。
映画デビューは「ジョニー」（1980年）のスティーブ・エステス役で、その後、「新・13日の金曜日」（1985年）にて副ドッドを演じた。「ナチュラル・ボーン・キラーズ」（1994年）ではウディ・ハレルソンとジュリエット・ルイスに射殺される最初の悪党サニーを演じた。さらに「スピード」（1994年）ではキアヌ・リーヴス、ジェフ・ダニエルズ、ジョー・モートンらとロサンゼルス市警察SWAT隊員を演じた。「ツイスター」（1996年）では竜巻の犠牲者ソーントン、「ジャッカル」（1997年）ではブルース・ウィリス、リチャード・ギア、シドニー・ポワチエとともにFBIの特別捜査官マクマーフィーを演じた。

## 出演作品

### 映画
| 公開年 | 邦題 原題                                         | 役名                          | 吹き替え                                                               | 備考 |
| ------ | ------------------------------------------------- | ----------------------------- | ---------------------------------------------------------------------- | ---- |
| 1980   | Joni                                              | スティーブ・エステス          |                                                                        |      |
| 1981   | Hard Country                                      | ラリー                        |                                                                        |      |
| 1985   | 新・13日の金曜日 Friday the 13th: A New Beginning | ドッド                        |                                                                        |      |
| 1986   | Stewardess School                                 | ストライカー                  |                                                                        |      |
| 1993   | ジャック・サマースビー Sommersby                  | ティモシー・フライ            |                                                                        |      |
| 1994   | スピード Speed                                    | ノーウッド                    | 田原アルノ（ソフト版）若本規夫（フジテレビ版）田中正彦（テレビ朝日版） |      |
| 1994   | ナチュラル・ボーン・キラーズ Natural Born Killers | ソニー                        |                                                                        |      |
| 1995   | The Stars Fell on Henrietta                       | Les Furrows                   |                                                                        |      |
| 1996   | ツイスター Twister                                | Mr.ソーントン（ジョーの父親） | 田中正彦（ソフト版、日本テレビ版）                                     |      |
| 1996   | ティン・カップ Tin Cup                            | カート                        |                                                                        |      |
| 1997   | ジャッカル The Jackal                             | マーフィー                    | 佐藤祐四（ソフト版）喜多川拓郎（日本テレビ版）                         |      |
| 1997   | After the Game                                    | スリム                        |                                                                        |      |
| 1998   | 沈黙のジェラシー Hush                             | ハン・ベントール              |                                                                        |      |
| 1998   | Meet the Deedles                                  | Mr. Crabbe                    |                                                                        |      |
| 1999   | バーシティ・ブルース Varsity Blues                | ジョー・ハーバー              |                                                                        |      |
| 2000   | Ready to Rumble                                   | Mr.ボッグス                   |                                                                        |      |
| 2002   | ザ・リング The Ring                               | シェルター山荘の主人          | 仲野裕（ソフト版）牛山茂（フジテレビ版）                               |      |